# رحمان داوودی
رحمان داوودی (زاده ۲۹ بهمن سال ۱۳۶۶) والیبالیست ایرانی در پست دریافت‌کننده و عضو تیم ملی والیبال ایران است. او در فصل ۱۴۰۰ لیگ‌برتر با تیم والیبال شهرداری ارومیه به در رقابت‌ها حاضر شد.
وی والیبال خود را از سال ۱۳۷۸ در شهر آبیک استان قزوین شروع کرد و پس از چند سال عضو تیم نوجوانان پیکان شد و پس از درخشش در این تیم در سال ۲۰۰۴ همراه با تیم ملی دانش آموزان راهی مسابقات دانش آموزان جهان شد و همچنین به تیم ملی نوجوانان ایران دعوت شد و همراه با تیم ملی قهرمان مسابقات نوجوانان آسیا شد و سال‌های بعد نیز همراه با تیم ملی جوانان ایران قهرمانی آسیا و سومی جهان را کسب کرد و همچنین بعدها به تیم ملی بزرگسالان دعوت شد اما به دلیل مصدومیت از ناحیه زانو و کدف دو دوره ۱ ساله از حضور در لیگ و تیم ملی دور ماند و بعد از مصدومیت و بازی‌های زیبا خولیو ولاسکو او را در اواسط لیگ جهانی والیبال ۲۰۱۳ به تیم ملی ایران دعوت کرد و سرویس‌های داوودی از امتیاز آورترین تکنیک‌های تیم ملی ایران در مسابقات جهانی مقابل ایتالیا بود.
اولین باشگاه حرفه‌ای داوودی پردیس متحد قزوین بود و سال‌های زیادی را در پیکان تهران سپری نمود و در سال ۳-۱۳۹۲ به میزان خراسان پیوست.

## حاشیه
او در سال ۱۳۹۲ به دلیل عقد قرار داد با دو باشگاه به یک جلسه محرومیت از حضور در مسابقات و جریمه نقدی محکوم شد و حاشیه ساز شد.

## افتخارات
- رده دوم امتیازآورترین بازیکن جام نیروهای مسلح جهان
- قهرمانی نوجوانان آسیا
- قهرمانی جوانان آسیا
- سومی جوانان حهان پس از ۲۰ سال
- سومی باشگاه‌های جهان همراه با پیکان
- قهرمانی مسابقات نظامیان جهان
- بهترین زننده سرویس در مسابقات نظامیان جهان
- امتیاز آورترین بازیکن در مسابقات نظامیان جهان
- بهترین زننده سرویس جام شیخ راشد
- نایب قهرمانی والیبال قهرمانی آسیا ۲۰۱۵